# Michael Spencer (producteur)
Pour les articles homonymes, voir Michael Spencer.
Michael Spencer est un producteur, scénariste et réalisateur canadien.

## Biographie
Né à Londres, Spencer a été engagé comme caméraman (1941), puis producteur (1945), à l'Office national du film du Canada. De 1968 à 1978, il est le premier responsable de la Société de développement de l'industrie cinématographique canadienne (maintenant Téléfilm Canada). Il a également été le premier Canadien à être juge au festival de Cannes.

## Filmographie

### comme producteur
- 1941 : Peacer River
- 1949 : How to Build an Igloo
- 1949 : Arctic Dog Team
- 1950 : The Royal Canadian Army Medical Corps and the Royal Canadian Dental Corps
- 1951 : Royal Canadian Army Cadets
- 1951 : Oyster Man
- 1951 : Cadets en vacances
- 1952 : With the Canadians in Korea
- 1952 : The Son (film, 1952)
- 1952 : Land of the Long Day
- 1953 : You're on Parade
- 1953 : Security Depends on You
- 1953 : Royal Canadian Ordnance Corps : Field Operations
- 1953 : Point Pelee: Nature Sanctuary
- 1954 : Men in Armour
- 1956 : World in a Marsh

### comme scénariste
- 1956 : World in a Marsh
- 1956 : The Lively Pond

### comme réalisateur
- 1941 : Peacer River